# Varnja
Varnja (Duits: Waranja, Russisch: Воронья, ‘Voronja’) is een plaats in de Estlandse gemeente Peipsiääre, provincie Tartumaa. De plaats heeft 152 inwoners (2021) en heeft de status van vlek (Estisch: alevik).
De plaats ligt aan het Peipusmeer, ten zuiden van Kasepää. De meerderheid van de bevolking spreekt Russisch.

## Geschiedenis
De plaats werd in 1582 voor het eerst genoemd onder de naam Warnia.Het was een nederzetting van Russische vissers.
In de 18e eeuw vestigden zich veel oudgelovigen, op de vlucht voor de vervolging in het Keizerrijk Rusland, aan de kust van het Peipusmeer. Een van hun kerken staat in Varnja. Het bouwwerk dateert van 1903. Het plaatselijke museum is ook grotendeels gewijd aan de geschiedenis van de oudgelovigen.
In 1977 kreeg Varnja de status van vlek.

## Foto's

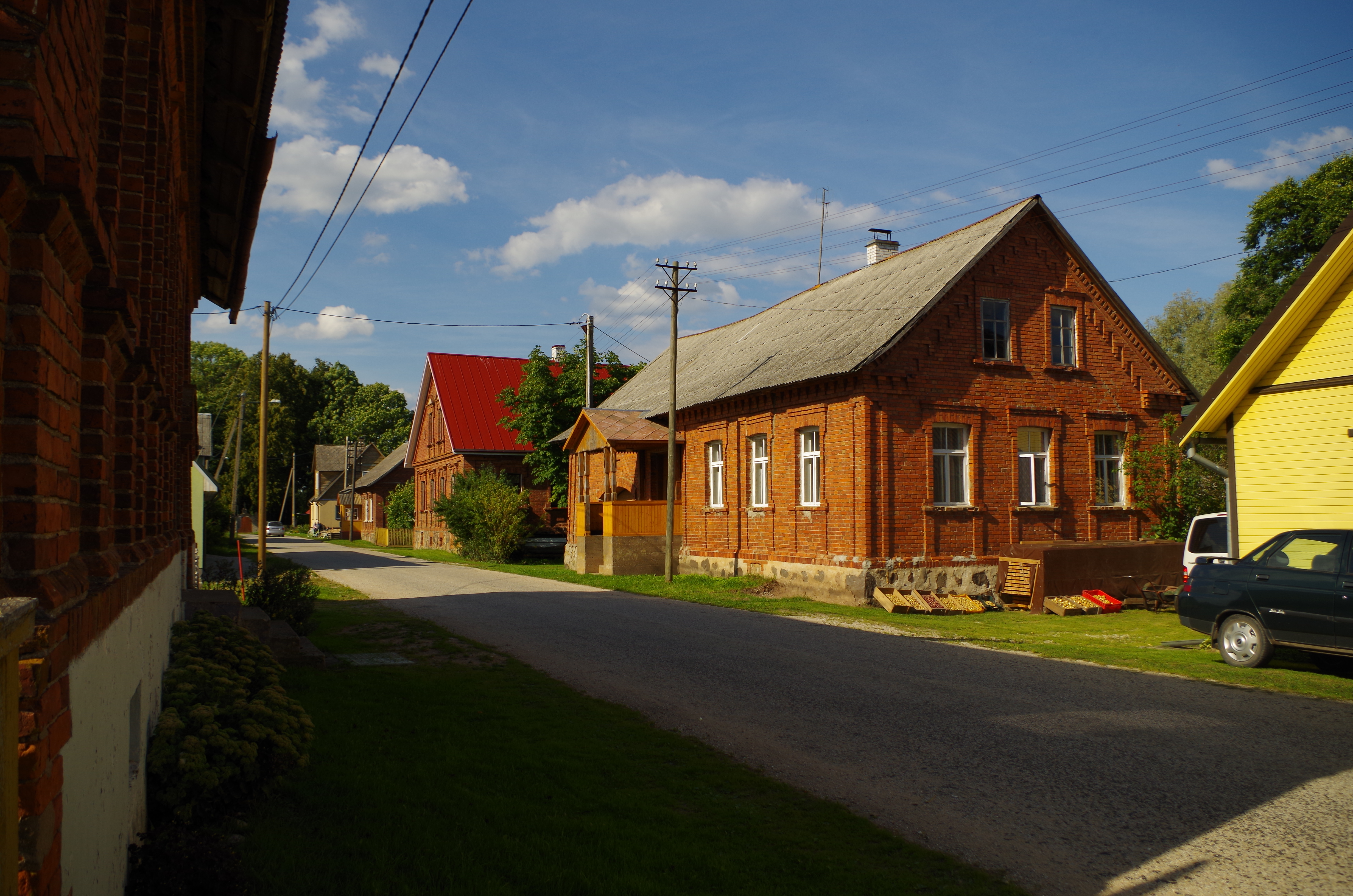
Straat in Varnja
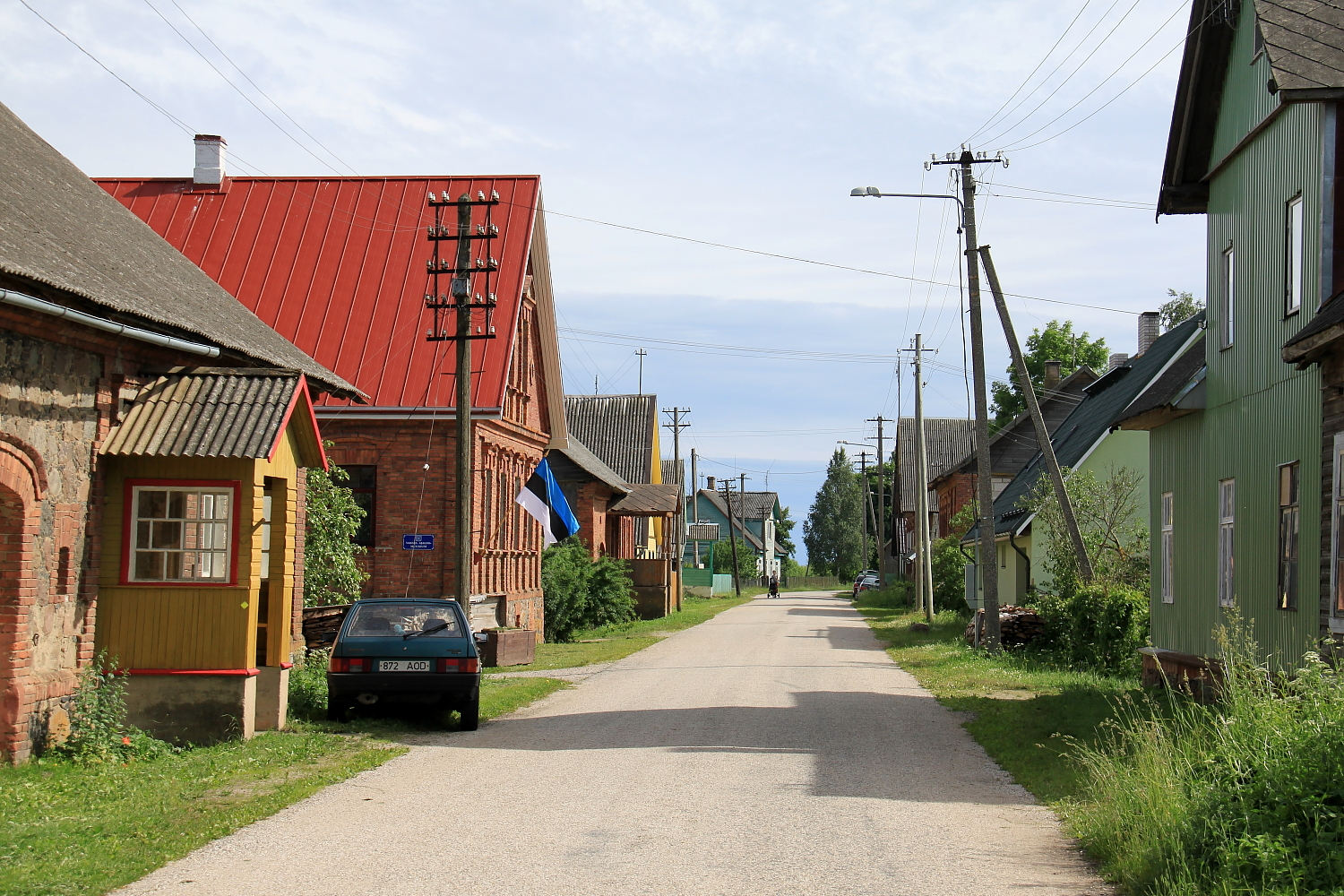
Straat in Varnja
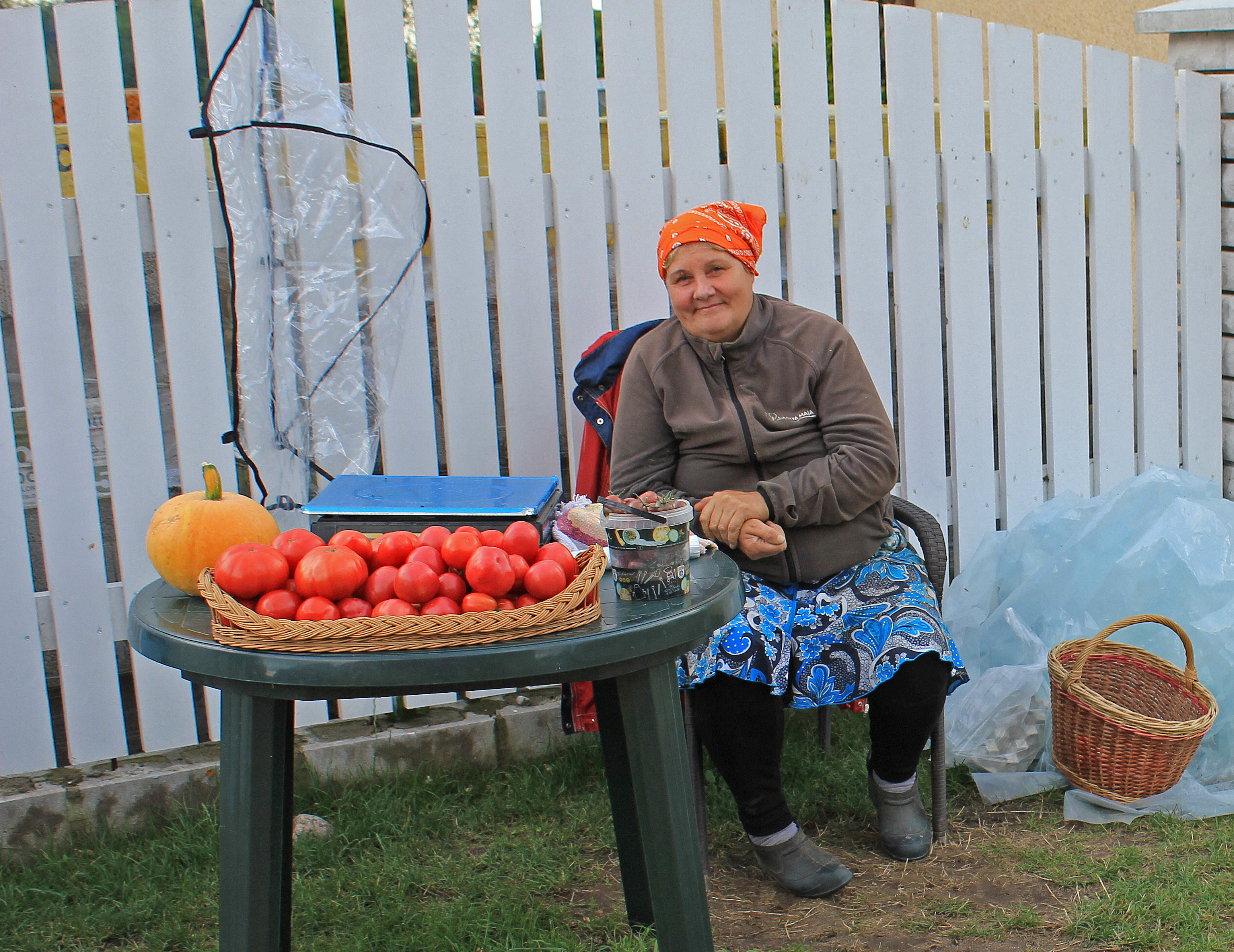
Straatverkoopster
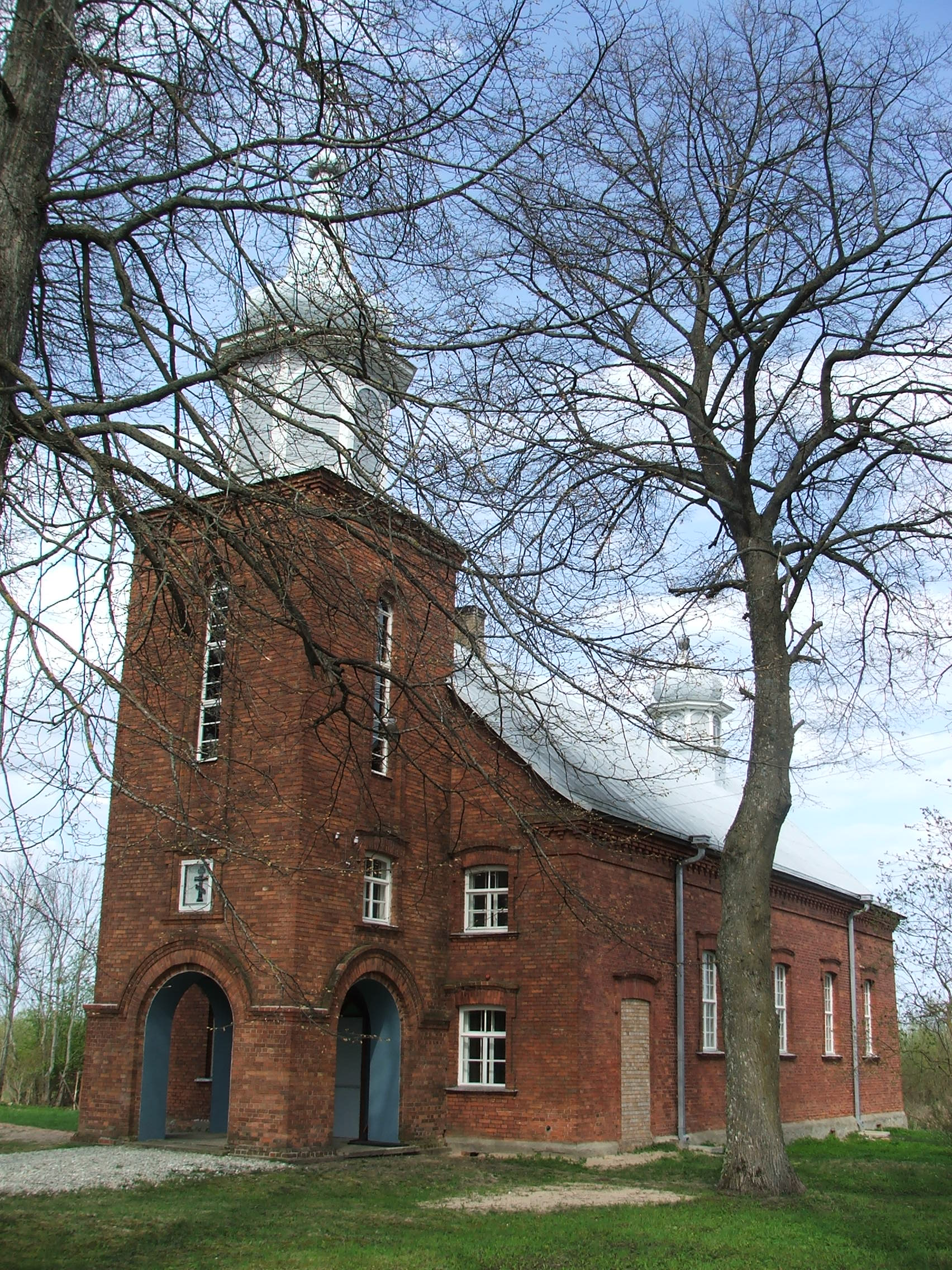
Kerk van de oudgelovigen
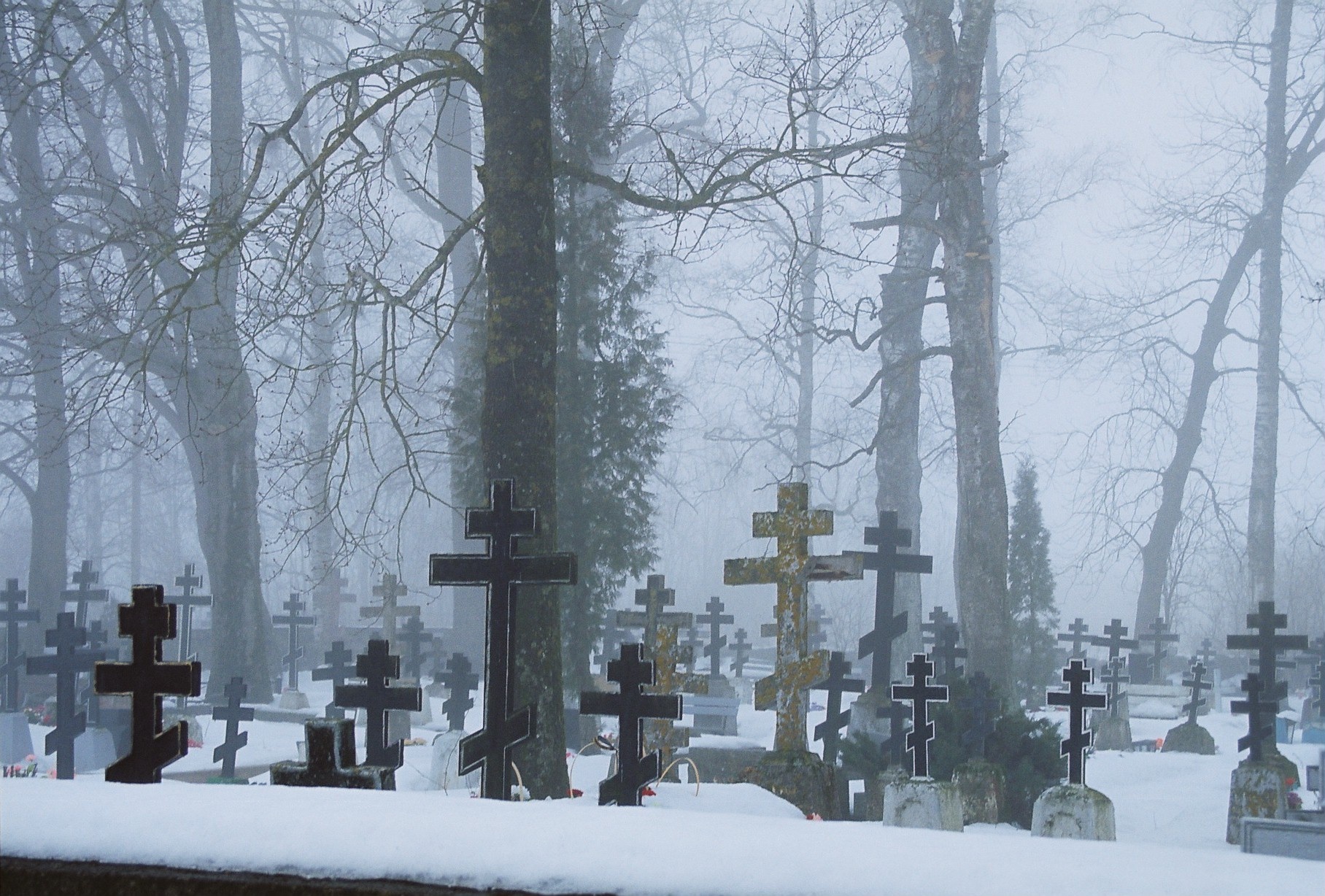
Kerkhof van Varnja